# 遠端效應

遠端效應可能的機制

遠端效應（Abscopal effect）又稱遠隔效應，是對腫瘤已遠端轉移的癌症病患進行放射治療破壞原發腫瘤時，遠端未受輻射的腫瘤也發生萎縮的現象，最早於1953年由R.H. Mole提出，得名自拉丁文的ab-（遠離）與scopus（目標），之後數十年遠端效應的機制皆未知，直到2004年後才漸有動物實驗闡明，發現可能是人體自身的免疫反應所致。
癌細胞受輻射殺傷時會釋出許多腫瘤抗原，可透過腫瘤周圍的抗原呈递细胞（樹突細胞與巨噬細胞）活化特異性免疫反應，激活可針對這些抗原的細胞毒性T細胞，後者可透過循環系統擴散至全身，並攻擊遠端未受輻射影響的腫瘤以達成遠端效應。有實驗結果顯示發生遠端效應時，病患體內針對腫瘤抗原的細胞毒性T細胞增加，也有實驗透過動物模型發現移除T細胞後遠端效應即消失。除激活細胞毒性T細胞外，受輻射殺傷的癌細胞還可能釋放损伤相关分子模式（DAMPs）分子與細胞激素以促進免疫反應。同時對某些癌症病患進行放射治療與化學治療可能有助提升遠端效應，不過癌細胞也有許多免疫抑制機制（例如髓源抑制性细胞與調節T細胞等抑制型細胞、抑制型的細胞激素與其他逃脫免疫的反應）可抑制遠端效應。